# Walshomyia sabinae
Walshomyia sabinae är en tvåvingeart som först beskrevs av Patterson 1919.  Walshomyia sabinae ingår i släktet Walshomyia och familjen gallmyggor. Inga underarter finns listade i Catalogue of Life.